# Fadel al-Najjar
Fadel al-Najjar (in arabo فضل النجار‎?; Al Kuwait, 2 aprile 1985) è un ex cestista giordano.

## Carriera
Con la Giordania ha disputato i Campionati mondiali del 2010.